# Fotboll freestyle
Fotboll freestyle är en förhållandevis ny enmans-sport som går ut på att kicka med en fotboll och samtidigt göra tricks utan att använda händerna. De länder där freestylen är mest populär är bland annat Sverige, Holland och England. 

## Tricks
I fotboll freestyle har utövaren stor frihet att välja och utforma trick, men det finns så kallade "basic tricks" som utförs på ett speciellt sätt.

### Några enklare trick
- Atw (Around The World)
- TB (Toe Bounce)
- Cross (Crossover)
- HTW (Hop The World)
- Headstall
- Neckstat
- Legstall

### Lite svårare trick
- TATW (Touzani Around The World)
- MATW (Mitch Around The World)
- AMATW (Alternative Mitch Around The World)
- LATW (Lemmens Around The World)
- ATATW (Alternative Touzani Around The World)
- LAATW (Lemmens Abbas Around The World)
- LMAATW (Lemmens Mitch Abbas Around The World

## Kända utövare
- John Farnworth
- Abbas Farid
- Hee Young Woo
- Jeon Kwon
- Rickard Sjölander
- Emil Jylhänlahti
- Externa länkar

- Soccer Freestyle
- John Farnworth
- Jojje Lindgård
- Freestyle Football(Soccer) Videos and Pics
- Moskva Fotboll Freestyle Organisation